# Maison Henri Jacobs
La maison Henri Jacobs est un bâtiment Art nouveau édifié à Schaerbeek, une des 19 communes de Bruxelles, par l'architecte Henri Jacobs pour son usage personnel.

## Localisation
La maison personnelle d'Henri Jacobs est située à Schaerbeek, au numéro 9 de l'avenue Maréchal Foch (anciennement rue Royale Sainte-Marie n°231), entre deux maisons édifiées également par Henri Jacobs.

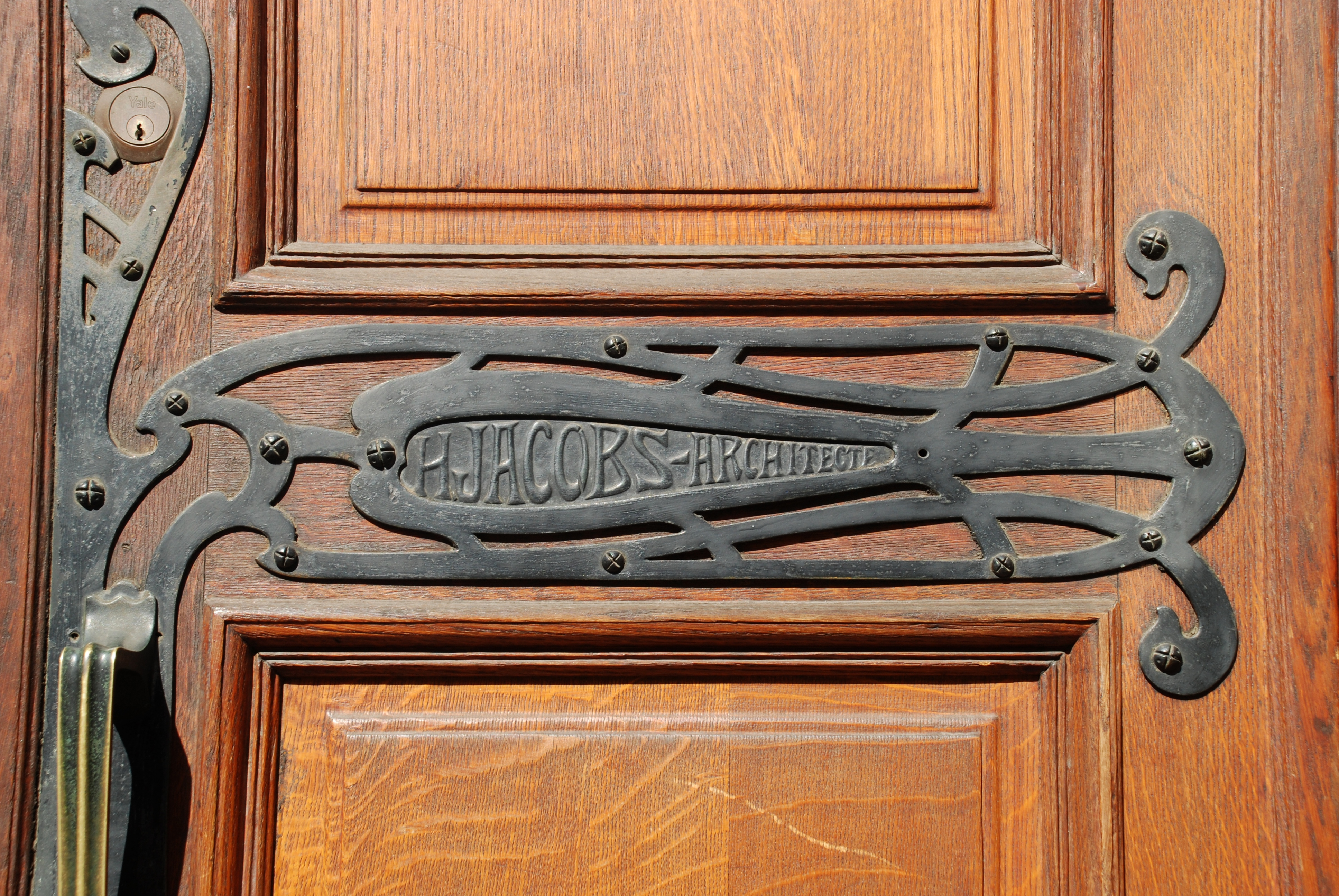
Boîte aux lettres mentionnant le nom de l'architecte.

## Historique
La maison a été construite en 1899-1900 par Henri Jacobs pour loger sa famille et abriter son bureau d'architecte.
La maison Henri Jacobs ainsi que ses deux voisines immédiates (n°7 et 11) ont été classées par arrêté royal le 12 septembre 1996.

## Architecture

### Polychromie de la façade
La caractéristique la plus marquante de la façade est la polychromie qui résulte de la combinaison de plusieurs matériaux : la brique rouge, la pierre blanche et la pierre bleue. 
Cette polychromie est renforcée par la présence de six sgraffites mêlant les teintes blanches, jaunes, orange et rouges.
« Les sgraffites, d'un dessin nerveux, sont l'œuvre de son complice de toujours, le décorateur Privat-Livemont ».

### La porte d'entrée

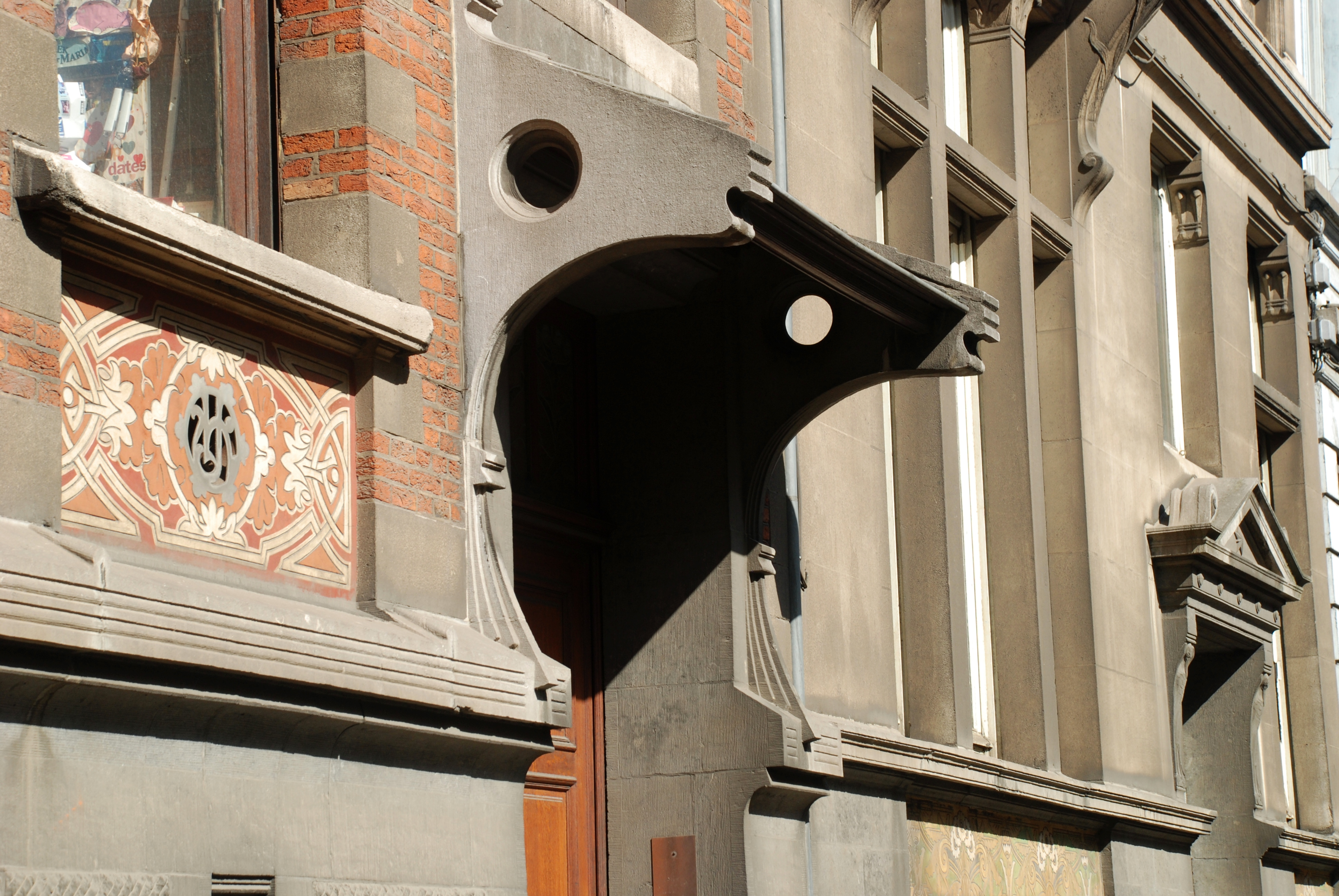
Auvent en pierre bleue.

La porte d'entrée en bois massif présente deux battants dont chacun est orné de superbes ferronneries Art nouveau intégrant les poignées de porte, les serrures, la boîte aux lettres et une plaque affichant le nom et la profession du maître des lieux : « H.Jacobs - Architecte ».
La porte est surmontée de quatre vitraux aux motifs végétaux typiques de l'Art nouveau floral abrités sous un auvent de pierre bleue dont les consoles sont plutôt typiques de l'Art nouveau géométrique.

### La façade du bel-étage
Séparée du soubassement en pierre bleue par un puissant cordon rainuré, la façade du bel-étage présente trois travées asymétriques. Les trois baies présentent un encadrement constitué d'une alternance de pierres blanches et de briques. Le même motif se répète aux deux extrémités latérales de la façade, évoquant des chaînages d'angle.
La baie située au-dessus de la porte d'entrée est ornée d'un grand vitrail Art nouveau aux motifs végétaux.
L'allège de chacune des deux autres baies est ornée d'un sgraffite aux teintes blanches, orange et rouges encadrant une bouche d'aération ornée du monogramme de l'architecte.

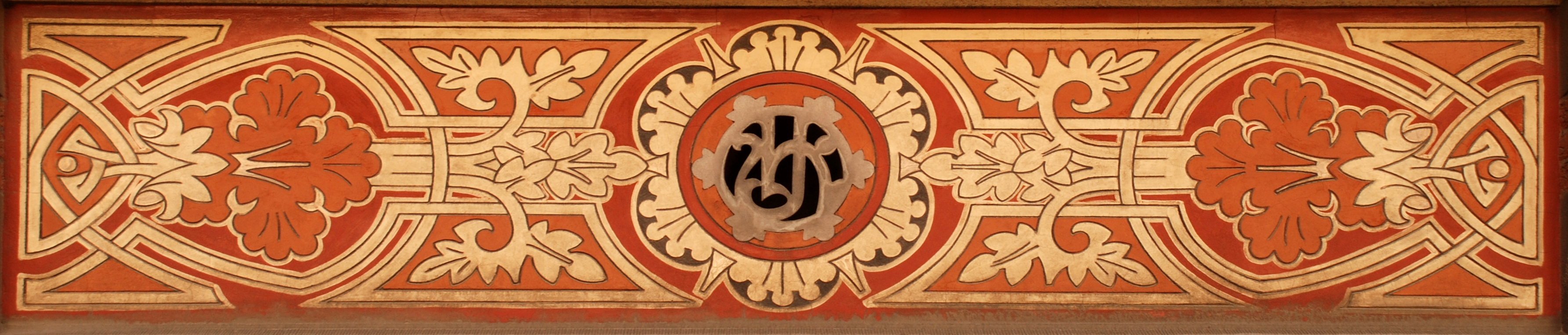
Sgraffite encadrant une bouche d'aération ornée du monogramme de l'architecte.

### La façade de l'étage supérieur
La façade de l'étage supérieur est réalisée dans les mêmes matériaux que la façade du bel-étage (briques rouges et pierre blanche). 
Elle est ornée d'un balcon supporté par deux élégantes consoles à la ligne en coup de fouet et percée de quatre baies surmontées chacune d'un arc ogival à claveaux de pierre blanche.
Cet étage est marqué par quatre baies à arc ogival, ornées de lambrequins, groupées par deux et séparées, au milieu, par un superbe cartouche en pierre de taille qui encadre un fin sgraffite. Les deux baies géminées placées au-dessus du balcon sont séparées par une fine colonnette à chapiteau tandis que l'allège des deux baies de droite est ornée d'un sgraffite aux motifs végétaux comme les baies du bel étage.
La partie supérieure de la façade est ornée d'un énorme sgraffite à motifs floraux rouges et blanc sur fond orange.
Ce grand sgraffite est surmonté d'une frise en pierre blanche située sous la corniche supportée par deux grandes consoles en pierre.

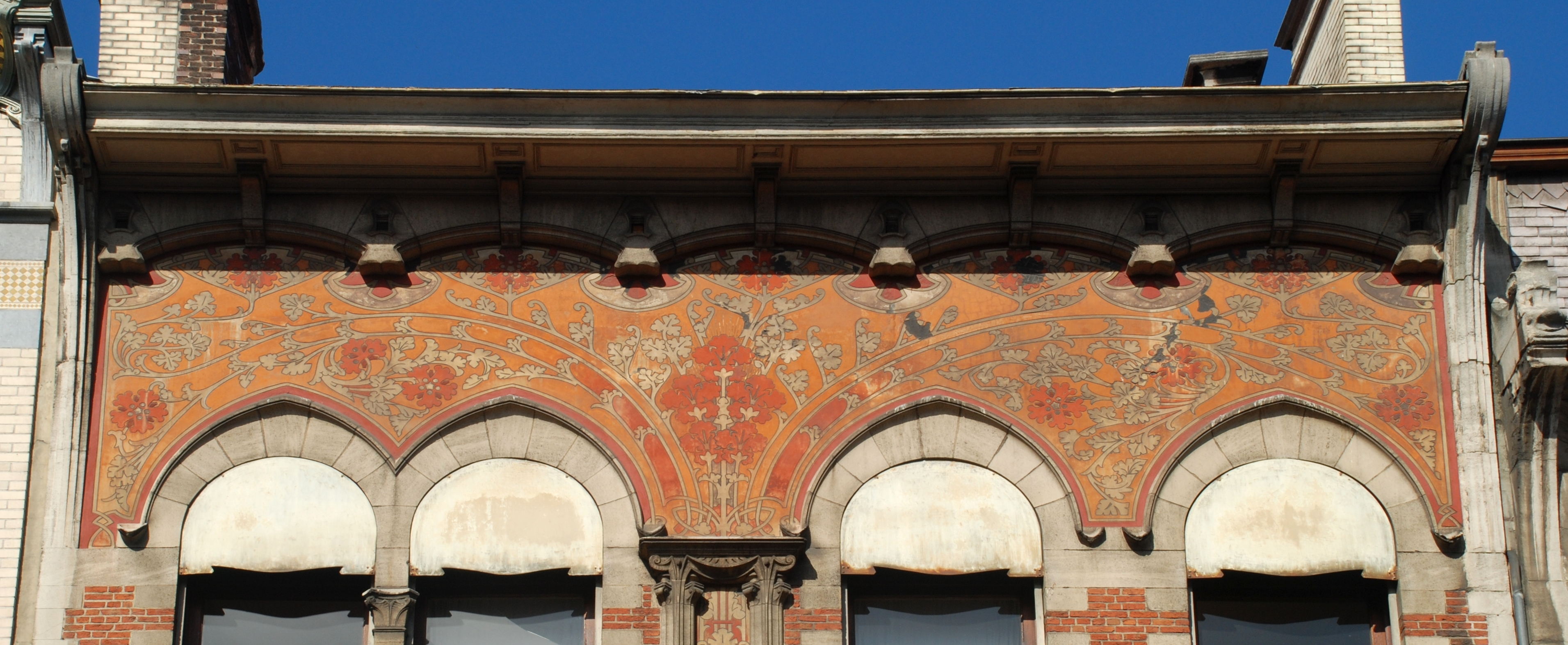
Le grand sgraffite et les arcs ogivaux du deuxième étage.